# 前島麻由
前島 麻由（まえしま まゆ、4月14日- ）は、日本の女性歌手。東京都出身。MYTH & ROIDの初代ボーカリストを務め、2019年4月24日にソロシンガーとしてデビュー。所属事務所はニューカム。

## 概要
Tom-H@ckが作ったコンテンポラリー・クリエイティヴ・ユニット「MYTH & ROID」（KADOKAWA）の結成時のボーカルである。

## 来歴
2015年、MYTH & ROIDにボーカル「Mayu」として参加。iTunes総合ランキングで１位を獲得するなど、ボーカリストとして国内外から高い評価を獲得する。
2017年11月、MYTH & ROIDを脱退。
2019年4月24日、ワーナーミュージック・ジャパンよりデジタルシングル「YELLOW」「Standing Alone」ダウンロード開始。このシングルで前島麻由としてのソロ活動が始まる。
「YELLOW」は、キタニタツヤプロデュース作品。
2019年9月25日、Solo Debut Album『From Dream And You』発売。力強い歌声に惚れたクリエイター陣とのコライトによる制作や全曲英語詞の作詞の担当をする。
2020年8月2日、KADOKAWAの公式YouTubeチャンネル「KADOKAWAanime」の登録者数の100万人突破を記念してKADOKAWAanimeで生配信がされた企画「KADOKAWA Anime Thanks Party」に出演。
2020年11月19日 、MYTH & ROIDのメンバーの時に主題歌を担当していたTVアニメ『Re:ゼロから始める異世界生活』において、「Long shot」で、2021年放送の2nd season後期オープニングテーマを担当することが発表された。事実上の古巣復帰となる。
2021年2月24日、初シングル「Long shot」リリース。
2021年5月26日、セカンドシングル「ANSWER」リリース。
2022年7月27日、サードシングル「No Man's Dawn」リリース。
2022年8月3日、4枚目のシングル「story」リリース。

## 人物
あらゆる負の感情もポジティブに歌に遺すため、言葉を綴り、声を鳴らしている。
『Re:ゼロから始める異世界生活』（リゼロ）の2nd season 後期オープニングテーマの担当の声が掛かった時、作品への思い入れから、あまりの驚きと嬉しさに涙が止まらなかったという。

## ディスコグラフィ

### 配信シングル
|     | 配信日         | タイトル                   | 収録曲                                                              |
| --- | -------------- | -------------------------- | ------------------------------------------------------------------- |
| 1st | 2019年4月24日  | YELLOW                     | 1. YELLOW 2. Standing Alone                                         |
| 2nd | 2023年11月16日 | Everything is Changing     | 1. Everything is Changing 2. Everything is Changing（instrumental） |
| 3rd | 2024年1月10日  | LOVE or HATE?              | 1. LOVE or HATE? 2. LOVE or HATE?（instrumental）                   |
| 4th | 2024年6月25日  | The Ban                    | 1. The Ban                                                          |
| 5th | 2024年7月17日  | さよなら、素晴らしき世界よ | 1. さよなら、素晴らしき世界よ                                       |
| 6th | 2025年1月16日  | True Peak                  | 1. True Peak                                                        |
| 7th | 2025年7月3日   | Ruler                      | 1. Ruler                                                            |

### シングル
|     | 発売日        | 収録曲        | c/w                    | 規格品番   | オリコン最高位 |
| --- | ------------- | ------------- | ---------------------- | ---------- | -------------- |
| 1st | 2021年2月24日 | Long shot     | Reline                 | ZMCZ-14611 | 61位           |
| 2nd | 2021年5月26日 | ANSWER        | bleed                  | ZMCZ-14785 | 80位           |
| 3rd | 2022年7月27日 | No Man’s Dawn | Lights, camera, action | ZMCZ-15802 | 64位           |
| 4th | 2022年8月3日  | story         | Moratorium             | ZMCZ-15711 | 52位           |

### タイアップ
| 楽曲                       | タイアップ                                                                                | 時期   |
| -------------------------- | ----------------------------------------------------------------------------------------- | ------ |
| Long shot                  | テレビアニメ『Re:ゼロから始める異世界生活 2nd season』後期オープニングテーマ              | 2021年 |
| Reline                     | ゲーム『Re:ゼロから始める異世界生活 偽りの王選候補』オープニングテーマ                    | 2021年 |
| ANSWER                     | テレビアニメ『究極進化したフルダイブRPGが現実よりもクソゲーだったら』オープニングテーマ   | 2021年 |
| No Man’s Dawn              | テレビアニメ『オーバーロードIV』エンディングテーマ                                        | 2022年 |
| story                      | テレビアニメ『異世界おじさん』オープニングテーマ                                          | 2022年 |
| Everything is Changing     | テレビアニメ『陰の実力者になりたくて! 2nd season』挿入歌                                  | 2023年 |
| LOVE or HATE?              | テレビアニメ『悪役令嬢レベル99 〜私は裏ボスですが魔王ではありません〜』オープニングテーマ | 2024年 |
| The Ban                    | ゲーム『陰の実力者になりたくて！マスターオブガーデン』新作シナリオテーマソング            | 2024年 |
| さよなら、素晴らしき世界よ | テレビアニメ『異世界失格』エンディングテーマ                                              | 2024年 |
| True Peak                  | テレビアニメ『異修羅』第2期オープニングテーマ                                             | 2025年 |
| Ruler                      | テレビアニメ『クレバテス-魔獣の王と赤子と屍の勇者-』オープニングテーマ                    | 2025年 |

### 歌手参加作品
- 『TVアニメ「Re:ゼロから始める異世界生活」Remakeアルバム』（2025年3月13日）
  - 「Wishing」

### キャラクターソング
| 発売日 | 商品名              | 歌                                         | 楽曲                 | 備考                             |
| 2023年 | 2023年              | 2023年                                     | 2023年               | 2023年                           |
| ------ | ------------------- | ------------------------------------------ | -------------------- | -------------------------------- |
| 7月4日 | YOUR MAJESTY        | コンスタンス（前島麻由）                   | 「The Shadow Witch」 | ゲーム『ユアマジェスティ』関連曲 |
| 7月4日 | YOUR MAJESTY        | コンスタンス（前島麻由）                   | 「哭」               | ゲーム『ユアマジェスティ』関連曲 |
| 7月4日 | YOUR MAJESTY特装盤B | マーニャ（秋奈）、コンスタンス（前島麻由） | 「Via-Anarchy」      | ゲーム『ユアマジェスティ』関連曲 |